# Ваське Оштаріє
44°31′ пн. ш. 15°10′ сх. д. / 44.52° пн. ш. 15.17° сх. д.
Башке Оштаріє (хорв. Baške Oštarije) — населений пункт у Хорватії, у Лицько-Сенській жупанії у складі громади Карлобаг.

## Населення
Населення за даними перепису 2011 року становило 27 осіб.
Динаміка чисельності населення поселення:

## Клімат
Середня річна температура становить 7,57 °C, середня максимальна – 19,12 °C, а середня мінімальна – -4,72 °C. Середня річна кількість опадів – 1408 мм.
| Клімат поселення                              | Клімат поселення | Клімат поселення | Клімат поселення | Клімат поселення | Клімат поселення | Клімат поселення | Клімат поселення | Клімат поселення | Клімат поселення | Клімат поселення | Клімат поселення | Клімат поселення | Клімат поселення |
| Показник                                      | Січ.             | Лют.             | Бер.             | Квіт.            | Трав.            | Черв.            | Лип.             | Серп.            | Вер.             | Жовт.            | Лист.            | Груд.            |                  |
| Середній максимум, °C                         | 5,18             | 4,88             | 6,54             | 10,29            | 15,22            | 18,86            | 19,12            | 19,09            | 15,13            | 11,28            | 6,72             | 4,56             |                  |
| Середня температура, °C                       | 0,39             | 0,07             | 1,74             | 5,50             | 10,43            | 14,05            | 16,25            | 16,23            | 12,27            | 8,41             | 3,84             | 1,70             |                  |
| Середній мінімум, °C                          | −4,41            | −4,72            | −3,06            | 0,70             | 5,64             | 9,26             | 13,39            | 13,36            | 9,41             | 5,54             | 0,97             | −1,19            |                  |
| Норма опадів, мм                              | 105              | 106              | 108              | 118              | 101              | 102              | 60               | 86               | 134              | 158              | 182              | 148              |                  |
| Середньомісячна швидкість вітру, м/с          | 4.26             | 4.35             | 4.23             | 3.87             | 3.50             | 3.25             | 3.14             | 3.12             | 3.56             | 3.97             | 4.54             | 4.71             |                  |
| Середньомісячна сонячна радіація, кДж/м²·день | 4719             | 7363             | 10815            | 15297            | 19354            | 21199            | 23164            | 19874            | 14620            | 9501             | 5093             | 3901             |                  |
| --------------------------------------------- | ---------------- | ---------------- | ---------------- | ---------------- | ---------------- | ---------------- | ---------------- | ---------------- | ---------------- | ---------------- | ---------------- | ---------------- | ---------------- |
| Джерело:                                      |                  |                  |                  |                  |                  |                  |                  |                  |                  |                  |                  |                  |                  |